# Scaphytopius brevis
Scaphytopius brevis är en insektsart som beskrevs av Van Duzee 1907. Scaphytopius brevis ingår i släktet Scaphytopius och familjen dvärgstritar. Inga underarter finns listade i Catalogue of Life.